# Алекнагік (Аляска)
Алекнагік (англ. Aleknagik) — місто (англ. city) в США, в окрузі Діллінгем штату Аляска. Населення — 211 особа (2020).

## Географія
Алекнагік розташований за координатами 59°17′20″ пн. ш. 158°39′52″ зх. д. / 59.28889° пн. ш. 158.66444° зх. д. (59.288961, -158.664343).  За даними Бюро перепису населення США в 2010 році місто мало площу 107,50 км², з яких 63,54 км² — суходіл та 43,96 км² — водойми.

### Клімат
| Клімат : Алекнагік      | Клімат : Алекнагік | Клімат : Алекнагік | Клімат : Алекнагік | Клімат : Алекнагік | Клімат : Алекнагік | Клімат : Алекнагік | Клімат : Алекнагік | Клімат : Алекнагік | Клімат : Алекнагік | Клімат : Алекнагік | Клімат : Алекнагік | Клімат : Алекнагік | Клімат : Алекнагік |
| Показник                | Січ.               | Лют.               | Бер.               | Квіт.              | Трав.              | Черв.              | Лип.               | Серп.              | Вер.               | Жовт.              | Лист.              | Груд.              | Рік                |
| Абсолютний максимум, °C | 9,4                | 7,2                | 11,1               | 11,7               | 21,7               | 31,1               | 31,1               | 25,6               | 21,1               | 16,1               | 8,3                | 7,2                | 31,1               |
| Середній максимум, °C   | −6,3               | −2,3               | −2,5               | 2,8                | 10,1               | 16,2               | 18,9               | 17,2               | 13,8               | 5,1                | −1,5               | −5,7               | 5,5                |
| Середня температура, °C | −10,9              | −7,3               | −8,6               | −1,8               | 5,1                | 10,5               | 13,4               | 11,7               | 9,0                | 0,8                | −5,4               | −9,9               | 0,6                |
| Середній мінімум, °C    | −15,5              | −12,3              | −14,6              | −6,5               | 0,0                | 4,8                | 7,8                | 6,2                | 4,2                | −3,5               | −9,4               | −14,1              | −4,4               |
| Абсолютний мінімум, °C  | −42,2              | −37,2              | −37,8              | −26,1              | −11,7              | −5                 | −0,6               | −2,2               | −5,6               | −20                | −28,9              | −32,8              | −42,2              |
| Норма опадів, мм        | 47                 | 52                 | 61                 | 76                 | 79                 | 73                 | 70                 | 131                | 122                | 72                 | 65                 | 71                 | 919                |
| ----------------------- | ------------------ | ------------------ | ------------------ | ------------------ | ------------------ | ------------------ | ------------------ | ------------------ | ------------------ | ------------------ | ------------------ | ------------------ | ------------------ |
| Джерело:                |                    |                    |                    |                    |                    |                    |                    |                    |                    |                    |                    |                    |                    |

## Демографія
Згідно з переписом 2010 року, у місті мешкало 219 осіб у 71 домогосподарстві у складі 47 родин. Густота населення становила 2 особи/км².  Було 132 помешкання (1/км²).
Расовий склад населення:
| - 75,8 % — корінних американців - 15,1 % — білих |

До двох чи більше рас належало 9,1 %. Частка іспаномовних становила 0,0 % від усіх жителів.
За віковим діапазоном населення розподілялося таким чином: 27,9 % — особи молодші 18 років, 63,9 % — особи у віці 18—64 років, 8,2 % — особи у віці 65 років та старші. Медіана віку мешканця становила 29,5 року. На 100 осіб жіночої статі у місті припадало 140,7 чоловіків;  на 100 жінок у віці від 18 років та старших — 146,9 чоловіків також старших 18 років.
Середній дохід на одне домашнє господарство  становив 66 604 долари США (медіана — 41 875), а середній дохід на одну сім'ю — 73 843 долари (медіана — 46 250). Медіана доходів становила 63 125 доларів для чоловіків та 49 375 доларів для жінок. За межею бідності перебувало 11,6 % осіб, у тому числі 8,5 % дітей у віці до 18 років та 0,0 % осіб у віці 65 років та старших.
Цивільне працевлаштоване населення становило 59 осіб. Основні галузі зайнятості: публічна адміністрація — 37,3 %, освіта, охорона здоров'я та соціальна допомога — 37,3 %, сільське господарство, лісництво, риболовля — 8,5 %, виробництво — 6,8 %.